# Doha Diamond League 2014
Navigation
Édition précédente Édition suivante
Le Qatar Athletic Super Grand Prix 2014 s'est déroulé le 9 mai 2014 au Qatar SC Stadium de Doha, au Qatar. Il s'agit de la première étape de la Ligue de diamant 2014.

## Faits marquants
La Kényane Hellen Obiri remporte l'épreuve du 3 000 mètres en 8 min 20 s 68 et améliore de près de quatre secondes le record d'Afrique que détenait l'Éthiopienne Meseret Defar depuis 2007. Au saut en hauteur masculin, le Russe Ivan Ukhov s'impose en effaçant une barre à 2,41 m à son premier essai, améliorant de deux centimètres son record personnel établi en 2012, et devenant à cette occasion le troisième meilleur performeur de tous les temps en plein air, derrière Javier Sotomayor (2,45 m) et Patrik Sjöberg (2,42 m), à égalité avec Igor Paklin et Bohdan Bondarenko.

## Résultats

### Hommes
| Épreuve          | Vainqueur                           | Second                            | Troisième                            |
| ---------------- | ----------------------------------- | --------------------------------- | ------------------------------------ |
| 200 m            | Nickel Ashmeade 20 s 13             | Warren Weir 20 s 31               | Femi Ogunode 20 s 38                 |
| 400 m            | Lashawn Merritt 44 s 44 (WL)        | Youssef Masrahi 44 s 77 (SB)      | Pavel Maslák 44 s 79 (NR)            |
| 1 500 m          | Asbel Kiprop 3 min 29 s 18 (WL, MR) | Silas Kiplagat 3 min 29 s 70 (SB) | Ayanleh Souleiman 3 min 30 s 16 (NR) |
| 110 m haies      | David Oliver 13 s 23 (SB)           | Sergueï Choubenkov 13 s 38        | Pascal Martinot-Lagarde 13 s 42 (SB) |
| 3 000 m steeple  | Ezekiel Kemboi 8 min 4 s 12 (WL)    | Brimin Kipruto 8 min 4 s 64       | Paul Kipsiele Koech 8 min 5 s 47     |
| Saut en hauteur  | Ivan Ukhov 2,41 m (WL, PB, MR)      | Derek Drouin Erik Kynard 2,37 m   |                                      |
| Saut en longueur | Loúis Tsátoumas 8,06 m              | Luis Rivera 8,04 m                | Ignisious Gaisah 8,01 m              |
| Lancer du disque | Piotr Małachowski 66,72 m           | Vikas Gowda 63,23 m               | Gerd Kanter 62,90 m                  |

### Femmes
| Épreuve           | Vainqueur                          | Seconde                           | Troisième                    |
| ----------------- | ---------------------------------- | --------------------------------- | ---------------------------- |
| 100 m             | Shelly-Ann Fraser-Pryce 11 s 13    | Blessing Okagbare 11 s 18 (SB)    | Kerron Stewart 11 s 25 (SB)  |
| 800 m             | Eunice Sum 1 min 59 s 33 (WL)      | Chanelle Price 1 min 59 s 75 (PB) | Lenka Masná 2 min 0 s 20     |
| 3 000 m           | Hellen Obiri 8 min 20 s 68 (WL)    | Mercy Cherono 8 min 21 s 14 (PB)  | Faith Kipyegon 8 min 23 s 55 |
| 400 m haies       | Kemi Adekoya 54 s 59 (WL, NR)      | Kaliese Spencer 55 s 07           | Eilidh Child 55 s 43         |
| Saut à la perche  | Nikoléta Kiriakopoúlou 4,63 m      | Yarisley Silva 4,53 m             | Kristina Gadschiew 4,43 m    |
| Triple saut       | Caterine Ibargüen 14,43 m (WL, MR) | Olha Saladukha 14,32 m            | Kimberly Williams 14,15 m    |
| Lancer du poids   | Valerie Adams 20,20 m              | Yuliya Leantsiuk 18,78 m (SB)     | Anita Márton 18,32 m (SB)    |
| Lancer du javelot | Martina Ratej 65,48 m (SB)         | Kimberley Mickle 65,36 m          | Sunette Viljoen 64,23 m      |

## Légende
Records et Performances
- AR : Record continental (area record)
- CR : Record des championnats (championship record)
- MR : Record du meeting (meet record)
- NR : Record national (national record)
- OR : Record olympique (olympic record)
- PR : Record paralympique (paralympic record)
- PB : Record personnel (personal best)
- SB : Meilleure performance personnelle de la saison (season's best)
- WL : Meilleure performance mondiale de l'année (world leader)
- WJR : Record du monde junior (world junior record)
- WR : Record du monde (world record)

Circonstances et Conditions
- DNF : N'a pas terminé (did not finish)
- DNS : N'a pas pris le départ (did not start)
- DQ : Disqualification (disqualification)
- NM : Aucun essai valable enregistré (No Mark)
- Q : Qualifié « directement » au prochain tour (ou à la prochaine compétition), lors d'une compétition majeure, grâce au classement ou à la réalisation des minima (automatic qualifier)
- q : Qualifié au prochain tour (ou à la prochaine compétition), lors d'une compétition majeure, grâce au repêchage ou à la réalisation de l'une des meilleures performances parmi celles des « non qualifiés directement » (grâce au meilleur temps ou à la meilleure distance par exemple) (secondary qualifier)